# Pamphile (Antiquité)
Pour les articles homonymes, voir Pamphile.
Pamphile (en grec : Παμφίλη) est une femme de la mythologie grecque à qui Aristote et Pline l'Ancien attribuent l'invention de la soie.

## Mythe antique
Selon Aristote (Histoire des animaux, B. v. c. 19), Pamphile est une femme grecque qui aurait inventé la soie, la tissant à partir du cocon d'un insecte qui, en six mois, est passé d'une larve à cornes à une forme nécydale. Elle était fille de Platès et naturelle de l'île de Kos. 
Pline l'Ancien répète l'histoire d'Aristote, mais en ajoutant quelques détails de sa propre invention. Selon Pline, l'insecte est originaire d'Assyrie et Pamphile est fille de Latoos.

## Postérité après l'Antiquité
L'écrivain florentin Boccace consacre un chapitre à Pamphile dans son traité De mulieribus claris (Les femmes célèbres) en 1374 (chapitre XLIV. De Panphyle Platee filia). 
L'écrivaine française Christine de Pizan évoque Pamphile dans son récit allégorique La Cité des dames (Paris, 1405). 